# Wind Energy Solutions
Wind Energy Solutions BV (WES) is een groeiende en internationaal opererende onderneming in windenergie. WES ontwikkelt en produceert middelgrote windturbines (50-250kW) welke vanuit het Westfriese Opmeer wereldwijd verkocht en geïnstalleerd worden.
De strategie om voor middelgrote windturbines te kiezen heeft WES succes opgeleverd op plaatsen waar grote turbines logistiek moeilijk te plaatsen zijn. Turbines van WES kom je daarom overal in de wereld tegen; van agrarische locaties en kustgebieden tot exotische eilanden en geïsoleerde gemeenschappen in verre binnenlanden.
WES werd tijdens het Ondernemersgala 2013 onderscheiden door het winnen van de Westfriese Runner-Up prijs. In het juryrapport werd WES geprezen om de nauwe samenwerking met universiteiten, onderzoeksinstituten en verschillende bedrijven in duurzame energie.

## Technische gegevens van WES-turbines
| Naam         | Introductiejaar                              | Opgesteld aantal | Vermogen in KW | Aantal bladen | Hoogte mast in meters | Aanschafprijs | Opmerkingen                                                                                                  |
| ------------ | -------------------------------------------- | ---------------- | -------------- | ------------- | --------------------- | ------------- | --- |
| WES80 80kW   | 1983 (door Lagerwey) 2005 (volledige update) |                  | 80             | 2             |                       |               | Door Lagerwey ontworpen als de LW18/80. Ook beschikbaar als hybride in combinatie met een diesel-aggregaat.  |
| WES250 250kW | 1994 (door Lagerwey) 2005 (volledige update) |                  | 250            | 2             |                       |               | Door Lagerwey ontworpen als de LW30/250. Ook beschikbaar als hybride in combinatie met een diesel-aggregaat. |